# Inca Hak
Inca Hak, llamado también como Casa del Inca, es un sitio arqueológico ubicado dentro de la Reserva comunal Amarakaeri en la provincia de Manu, en el departamento de Madre de Dios, al suroeste del Perú. Desde 2021 es considerado como Patrimonio Cultural de la Nación.

## Descripción
Fue descubierto en 2014 por una expedición de la Federación Nativa del río Madre de Dios y Afluentes (Fenamad), el Consejo Harakbut, Yine y Matsiguenka (Coharyima), la comunidad nativa Puerto Luz y el Ministerio de Cultura para realizar un registro cultural de Amarakaeri. El Servicio Nacional de Áreas Naturales Protegidas por el Estado (SERNANP) se encargó de realizar las investigaciones sobre la historia de Inca Hak.
Inca Hak tiene una extensión de 65 mil metros cuadrados, y se encuentra dentro de la Reserva comunal Amarakaeri, pertenece a la cultura histórica del pueblo indígena harákmbut. Administrativamente esta en la parte de la Reserva comunal Amarakaeri que administrativamente forma parte del distrito de Madre de Dios, provincia de Manu, departamento de Madre de Dios.
El 25 de enero de 2021 mediante la  Resolución Viceministerial n. 000020-2021, fue declarado como Patrimonio Cultural de la Nación por parte del Ministerio de Cultura.

### Importancia cultural
Ah pesar de denominarse como Casa del Inca, o en su versión del idioma amarakaeri que es Inca Hak, se desconoce a que cultura específicamente pertenece los restos arqueológicos, la dirección desconcentrada de cultura de Madre de Dios, Marcia Tije expresó que Inca Hak formaba parte de la historia de migraciones entre los andes y la amazonía, y que el sitio arqueológico puede ser mucho más antiguo que el Imperio incaico:

Puede ser incaico o tal vez previo a la expansión del Tahuantinsuyo
Marcia Tije en Investigan “Casa del Inca” para determinar a qué cultura pertenece de La Noticia, 3 de febrero de 2021.

## Conservación
La Casa del Inca en sí forma una red de edificaciones, que la frondosa vegetación selvática ayudó a conservar por tanto tiempo, aunque esa misma frondosa vegetación hace más difícil el trabajo de explorar los restos.